# Lillie Björnstrand
Lillie Margareta Björnstrand, född Lundahl den 2 november 1913 i Högsjö, Västra Vingåker, död den 23 mars 1998 i Nacka, var svensk skådespelare och författare. Hon var gift med skådespelaren Gunnar Björnstrand från 1935.

## Biografi
Björnstrand mötte sin man på Dramatens elevskola, och tillhörde samma årskull som Ingrid Bergman och Irma Christenson. Som unga och nygifta flyttade makarna över till Finland, för ett engagemang vid teatern i Vasa. Senare kom Lillie Björnstrand att arbeta med måleri, och ännu några årtionden senare, efter fyllda sextio, debuterade hon som författare med boken Vi busungar 1974.
Vid sidan av sina konstnärliga verksamheter var hon en engagerad människa: katolik med civilkurage, socialdemokrat med en känsla för arbetarrörelsen som hon ärvt efter sin morfar Sjölin, på sin tid en eldsjäl i den kooperativa rörelsen i Högsjö. Björnstrand var under många år medlem i Socialdemokratiska kulturarbetarna.[källa behövs]

## Familj
År 1935 gifte hon sig med skådespelaren Gunnar Björnstrand (1909–1986). De fick fyra barn tillsammans: Kristina (född 1941), Gabrielle (född 1947), Stefan (född 1949) och Veronica (född 1953). Veronica Björnstrand är skådespelare som sin far, Gabrielle Björnstrand är kulturjournalist, redaktör och författare.

## Filmografi
- 1937 – Bergslagsfolk
- 1938 – Karriär
- 1939 – Panik
- 1964 – Dansen kring Guldbaggen (kortfilm)

## Teater

### Roller
| År   | Roll                        | Produktion                                                                                | Regi           | Teater            |
| ---- | --------------------------- | ----------------------------------------------------------------------------------------- | -------------- | ----------------- |
| 1935 | Madame Janvray              | Den gröna fracken Gaston Arman de Caillavet                                               | Rune Carlsten  | Dramaten          |
| 1936 | Charlotte                   | Hittebarnet August Blanche                                                                | Rune Carlsten  | Dramaten          |
| 1936 | Myra Arundel                | Weekend (Hay Fever) Noël Coward                                                           | Rafael Stenius | Vasa Teater       |
| 1936 | Joan Easton                 | Den krokiga kniven (The Crooked Billet) Dion Titheradge                                   | Rafael Stenius | Vasa Teater       |
| 1936 | Hattie Crane                | Oljerus (The Easy Mark) Jack Larric                                                       | Rafael Stenius | Vasa Teater       |
| 1937 | Candida                     | Candida George Bernard Shaw                                                               | Rafael Stenius | Vasa Teater       |
| 1937 | Blomqvist                   | Melodin som kom bort (Melodien, der blev væk) Kjeld Abell                                 | John Elfström  | Vasa Teater       |
| 1937 |                             | Flickorna Gyorkovics (A Gyurkovics-lányok) Ferenc Herczeg                                 | Rafael Stenius | Vasa Teater       |
| 1937 | Miss Tate                   | Bättre folk (The Best People) Avery Hopwood och David Gray                                | Rafael Stenius | Vasa Teater       |
| 1937 | Sally Martin                | En dörr går upp (Someone at the Door) Dorothy Christie och Campbell Christie              | John Elfström  | Vasa Teater       |
| 1937 | Fru Brametzberger, portvakt | Jungfruburen (Das Dreimäderlhaus) Franz Schubert, Alfred Maria Willner och Heinz Reichert | Rafael Stenius | Vasa Teater       |
| 1937 | Jane Viding                 | Kanske en diktare Ragnar Josephson                                                        | Rafael Stenius | Vasa Teater       |
| 1938 | Medverkande                 | Alltid redo, revy John Elfström                                                           | John Elfström  | Vasa Teater       |
| 1938 | Anna Mothe                  | Mogenhetsexamen (Érettségi) Ladislas Fodor                                                | Rafael Stenius | Vasa Teater       |
| 1938 | Ebba Stenbock               | Daniel Hjort Josef Julius Wecksell                                                        | Rafael Stenius | Vasa Teater       |
| 1938 |                             | Gösta Berlings saga Selma Lagerlöf                                                        | Johan Falck    | Riksteatern       |
| 1940 |                             | Jag – Kungen Brita von Horn                                                               |                | Dramatikerstudion |

### Fotnoter
1. ↑  ”Lillie Björnstrand”. Svensk Filmdatabas. http://sfi.se/sv/svensk-filmdatabas/Item/?type=PERSON&itemid=60590&ref=%2ftemplates%2fSwedishFilmSearchResult.aspx%3fid%3d1225%26epslanguage%3dsv%26searchword%3dLillie+Bj%C3%B6rnstrand%26type%3dPerson%26match%3dBegin%26page%3d1%26prom%3dFalse. Läst 15 oktober 2012.
2. ↑  BJÖRNSTRAND, K GUNNAR, skådespelare, Sthlm (forts) i Vem är Vem? / Stor-Stockholm 1962 / s 165.
3. ↑  Sveriges befolkning 1970, CD-ROM, Version 1.04, Sveriges Släktforskarförbund (2002).
4. ↑  –s. (27 september 1936). ”Säsongstarten: Urpremiär för Finland på Noel Cowards Weekend”. Vasabladet:  s. 3. https://digi.kansalliskirjasto.fi/sanomalehti/binding/2215140?page=3. Läst 30 december 2024.
5. ↑  F. (29 oktober 1936). ”Detektivpjäs på Vasa teater”. Vasabladet:  s. 3. https://digi.kansalliskirjasto.fi/sanomalehti/binding/2215140?page=3. Läst 30 december 2024.
6. ↑  F. (28 december 1936). ”Oljerus på Vasa teater”. Vasabladet:  s. 2. https://digi.kansalliskirjasto.fi/sanomalehti/binding/2215437?page=2. Läst 30 december 2024.
7. ↑  ”Teater Musik Film: Teater i Finland”. Dagens Nyheter:  s. 10. 11 februari 1937. http://arkivet.dn.se/arkivet/tidning/1937-02-11/40/10. Läst 19 april 2016.
8. ↑  -s. (21 februari 1937). ”Melodin som kom bort: Glansfull premiär på originell pjäs”. Vasabladet:  s. 1. https://digi.kansalliskirjasto.fi/sanomalehti/binding/2215234?page=1. Läst 31 december 2024.
9. ↑  F. (18 mars 1937). ”Molère och Stenius hade stormande succé på Vasa teater i går.”. Vasabladet:  s. 3. https://digi.kansalliskirjasto.fi/sanomalehti/binding/2215168?page=3. Läst 1 januari 2025.
10. ↑  F. (26 september 1937). ”Strålande lustspelssuccé på Vasa teater.”. Vasabladet:  s. 1. https://digi.kansalliskirjasto.fi/sanomalehti/binding/2215279?page=1. Läst 1 januari 2025.
11. ↑  Marabu. (10 oktober 1937). ”En dörr går upp på Vasa teater.”. Vasabladet:  s. 3. https://digi.kansalliskirjasto.fi/sanomalehti/binding/2215344?page=3. Läst 1 januari 2025.
12. ↑  E.A.R. (25 oktober 1937). ”Jungfruburen i Vasa.”. Svenska pressen:  s. 4. https://digi.kansalliskirjasto.fi/sanomalehti/binding/2217180?page=4. Läst 1 januari 2025.
13. ↑  F. (28 november 1937). ”Kanske en diktare.”. Vasabladet:  s. 5. https://digi.kansalliskirjasto.fi/sanomalehti/binding/2215392?page=5. Läst 1 januari 2025.
14. ↑  Masque (4 januari 1938). ”Nyårsglädje på Vasa teater.”. Vasabladet:  s. 2. https://digi.kansalliskirjasto.fi/sanomalehti/binding/2215507?page=2. Läst 2 januari 2025.
15. ↑  F. (8 februari 1938). ”Pedagogisk komedi.”. Vasabladet:  s. 2. https://digi.kansalliskirjasto.fi/sanomalehti/binding/2215577?page=2. Läst 3 januari 2025.
16. ↑  Marabú (27 mars 1938). ”Daniel Hjort.”. Vasabladet:  s. 3. https://digi.kansalliskirjasto.fi/sanomalehti/binding/2215479?page=3. Läst 3 januari 2025.
17. ↑  ”Teater Musik Film: Kring riksteaterns säsongstart”. Dagens Nyheter:  s. 9. 24 september 1938. https://arkivet.dn.se/tidning/1938-09-24/259/9. Läst 3 januari 2025.
18. ↑  Oscar Rydqvist (4 april 1940). ”Studiopremiär”. Dagens Nyheter:  s. 10. http://arkivet.dn.se/arkivet/tidning/1940-04-04/92/10. Läst 27 augusti 2015.